# Svenskkanadensare
Svenskkanadensare (engelska: Swedish Canadians) är personer som tillhör den svensk etniska gruppen i Kanada. Ungefär 335 000 kanadensare har svenska rötter. Viktiga svensk-orter är   Calgary, Edmonton, Toronto, Vancouver och Winnipeg.

## Historia
Den första emigrationen av svenskar till Kanada skedde på 1880-talet. De områden som man flyttade från i Sverige var särskilt Stockholm och Norrland.
Svenskarna bosatte sig främst de västra delarna av Kanada, särskilt Saskatchewan, Alberta, Manitoba och British Columbia. Där var klimatet och odlingsbetingelserna ganska lika dem i Sverige.
De svenska immigranterna som anlänt på senare år har framför allt bosatt sig i Toronto och Vancouver.